# Dolcey Gutiérrez
Dolcey Julio Gutiérrez De la Cruz (El Guamo, Bolívar, 23 de octubre de 1941) es un músico y acordeonero colombiano del género vallenato. Es conocido como “El especialista de la música picante”, ya que sus canciones manejan temáticas de doble sentido, es el rey en su estilo de humor con vallenato.
Salta a la fama por sencillos como "Parranda en tecnicolor", “La picada comelona”, "Cara de jirafa", "Enamorado de Cali",“Mosaico”, “Conguero”, “El sepulturero” y “Ron pa' to' el mundo”, entre otros.

## Legado musical
Dolcey Gutiérrez toca varios instrumentos como acordeón, bajo y saxofón.
Cuenta con más de 100 trabajos discográficos, 80 de ellos en formato LP, 10 CD y 20 sencillos que ha grabado con diferentes proyectos, muchos de ellos acompañado por su agrupación, Los Especialistas.
Gutiérrez descubrió una veta por explorar en la música caribeña colombiana dentro del segmento del sonido picante y de doble sentido, que él llama “de doble vía”, porque según afirma, “yo digo mis cosas y cada quien las interpreta como quiera”.
Dolcey Gutiérrez, famoso por temas como “Cantinero sirva trago”, “Huesera en televisión”, “Cara de jirafa”, “La picada comelona” y el famosísimo y muchas veces versionado “Ron pa’ todo el mundo”, es uno de los grandes ídolos del Carnaval de Barranquilla. Su música empieza siempre a sonar fuertemente a finales de año, y no hay carnaval en el que no se corone como rey de las fiestas gracias a su estilo picaresco y desenfadado.
En el 2006 grabó el álbum ‘Hijo de tigre nace pintao’ al lado de su hijo Dolcey Gutiérrez Jr., quien lo acompañó con el acordeón.

## Inicios y trayectoria
Los inicios en la música de Dolcey Gutiérrez se debieron a Adolfo Pacheco, quien lo adentra en el mundo de la música, pero su estilo particular es gracias a otro famoso artista que lo ayudó a crear su toque personal en la música vallenata, Aníbal Velásquez.
Sus primeras interpretaciones en vivo fue en un baile que animaba la agrupación de Aníbal Velásquez. El gerente del sello musical Sonolux cuando lo escuchó, decidió trabajar con él para grabar lo que vendría a ser su primer éxito “Cantinero, sirva el trago”, lanzado en 1963, el cual se desprende de su álbum “Parranda en tecnicolor”, realizado ese mismo año. Su música se caracteriza por ser una estilo propio donde predomina el doble sentido en sus letras, acompañado de su ritmo "picante" como apodaron a sus producción.
“Ron pa todo el mundo” se grabó en octubre de 1983, convirtiéndose en un éxito y fue la canción más pegada de los carnavales de 1984. “Fue la canción del carnaval". Ese año se presentó por primera vez al Festival de Orquestas y fue el rotundo ganador del primer Congo de Oro.